# Тараки (деревня)
Тараки — деревня в Удомельском городском округе Тверской области.

## География
Деревня находится в северной части Тверской области на расстоянии приблизительно 13 км на юг по прямой от железнодорожного вокзала города Удомля у речки Волчина.

## История
Известна была с 1545 года. В 1859 году владение помещика Григорьева. В советское время работали колхозы «1-е Мая» и «Путь к коммунизму». Дворов (хозяйств) было 7 (1859 год), 11 (1886), 11 (1911), 28(1958), 35 (1986), 30 (2000). После 1958 года в состав деревни вошла деревня Павлище, в которой в 1958 году было 5 дворов с 16 жителями. В деревне проживал известный исследователь Центральной Азии, сподвижник Пржевальского Всеволод Иванович Роборовский. На месте усадьбы Роборовских установлен памятный знак. С 2005 по 2014 год входила в состав Таракинского сельского поселения, с 2014 по 2015 год в составе Удомельского сельского поселения до упразднения последнего. С 2015 года в составе Удомельского городского округа.

## Население
Численность населения: 36 человек (1859 год), 66 (1886), 79 (1911), 66(1958), 73 (1986), 76 (русские 99 %) в 2002 году, 106 в 2010.